# Marietta Barovier

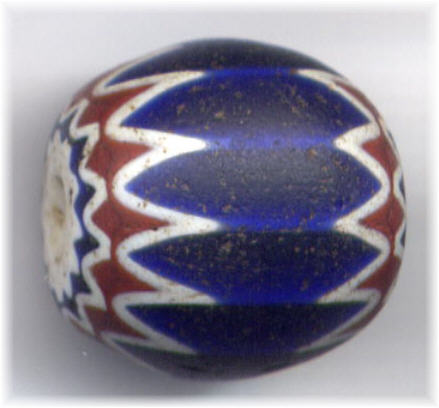
Perla rosetta, creada por Marietta Barovier, y actualmente una de las cuentas más famosas del cristal veneciano

Marietta Barovier (1496-?) fue una artista veneciana del vidrio.

## Biografía
Era hija del también artista del vidrio Angelo Barovier, criado en una familia de Murano con larga tradición en el trabajo del vidrio. Marietta y su hermano Giovanni heredaron el taller familiar en 1460.
El trabajo de Marietta no ha sido claramente identificado, al igual que sucede con el de su padre. Sin embargo, de los catorce pintores de vidrio documentados entre 1443 y 1516, ella y Elena de Laudo eran las únicas mujeres. Es conocida por haber sido la creadora, en 1480, de la «perla rosetta» (también llamada Chevron), con un diseño de estrella de doce puntas en blanco, azul y rojo.
En 1487 obtuvo el permiso para abrir su propio horno y así trabajar «en sus bellas y excepcionales obras».
En agosto de 2020, la editorial Simon&Schuster publicó el libro infantil (4-8 años) A Thousand Glass Flowers: Marietta Barovier and the Invention of the Rosetta Bead, del ilustrador Evan Turk.